# Paul Bennett
Paul Bennett (ur. 16 grudnia 1988) – brytyjski wioślarz. Złoty medalista olimpijski z Rio de Janeiro.
Zawody w 2016 były jego pierwszymi igrzyskami olimpijskimi. Złoty medal zdobył w ósemce. Był w niej również mistrzem świata w 2014 i 2015. Ma w dorobku dwa medale mistrzostw Europy w tej konkurencji: srebro w 2015 oraz brąz w 2016.